# Ноа Кејхан
Ноа Кејхан (енгл. Noah Kahan; Страфорд, 1. јануар 1997) амерички је кантаутор.

## Биографија
Рођен је 1. јануара 1997. у Страфорду. Отац му је јевреј, а мајка хришћанка. Треће је од четворо деце. Са 8 година је почео објављивати музику на SoundCloud и YouTube. Прихваћен је на Универзитету Тулејн, али је одбио да га похађа како би се усредсредио на своју музичку каријеру.
У јулу 2022. са партнерком се преселио у Вотертаун. Изјавио је да се током живота борио с анксиозношћу и депресијом, као и да је од малих ногу одлазио код терапеута.

## Дискографија
Студијски албуми
- (2019)
- (2021)
- (2022)